# 천체투영관

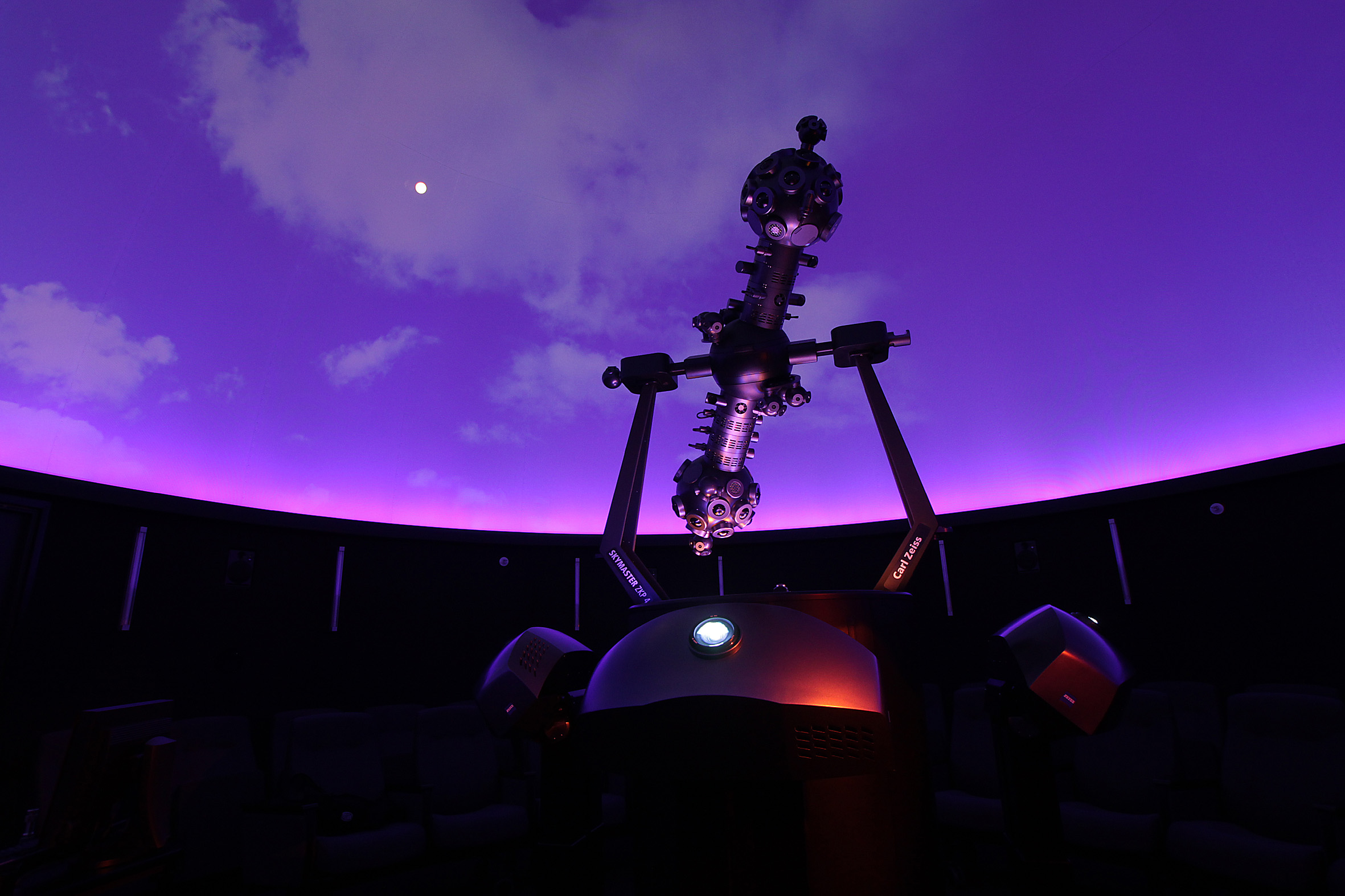

천체투영관(天體投影館) 또는 플라네타륨(planetarium)은 천체와 같은 천문 영상이나 천체를 교육적 목적이나 엔터테인먼트를 위해 반구형 스크린에 투영 및 상영하는 돔형 극장이다. 한국어로는 천체투영관 또는 천체투영실로 불린다.
주요 구성품은 반구형 스크린, 광학식 천체투영기, 디지털 천체투영기, 오디오 장치, 조명장치, 천체시뮬레이션 소프트웨어, 풀돔영상물, 통합제어 소프트웨어 등이 있다.
한국의 천체투영관은 독립적으로 만들어지기 보다는 국립과학관이나, 교육과학연구원 등의 부속 시설로 설립된다. 또한 지방자치단체의 천문대에도 빠지지 않고 천체투영관이 설치된다.

## 역사
가장 오래되고 지금까지도 운영중인 천체투영관은 네덜란드의 소도시 프라네케르(Franeker)에서 찾아볼 수 있다. Eise Eisinga(1744년–1828년)가 그의 집에 세운 것으로, 7년간의 작업 끝에 1781년 완성한 것이다. 대한민국 최초의 천체투영관은 1967년 광화문 전화국 옥상에 설치되었으며, 지금은 전국에 약 80곳의 크고 작은 천체투영관이 있다.

## 같이 보기
- 천문대
- 천문학